# فایل‌میکر
فایل‌میکر پرو (به انگلیسی: FileMaker Pro) یک نرم‌افزار پایگاه داده‌های رابطه‌ای است که توسط شرکت فایل‌میکر توسعه یافته‌است. این شرکت یکی از زیرمجموعه‌های شرکت اپل است. این نرم‌افزار موتور پایگاه داده را با واسط گرافیکی کاربر یکپارچه می‌کند.